# Даскалова къща (Ковачевица)
Вижте пояснителната страница за други значения на Даскалова къща.
Даскаловата къща е възрожденска постройка в неврокопското село Ковачевица, България. Сградата, която принадлежи към типа родопска къща, е обявена за паметник на културата.

## История
Сградата е построена в 1868 година. Принадлежи на майстор Иван Банев, който е и неин строител. Името си Даскалова получава от сина на Иван Банев Никола Ковачевски, виден български учител в Източна Македония.

## Описание
Сградата е типичен пример на крайното развитие на ковачевишката къща, на прехода на родопската къща към зрелия възрожденски етап. Къщата е с каменни зидове и дървен скелет. Състои се от приземие и два етажа. На приземието има покрит П-образен сух двор, зад който е подникът и така наречената комитска стая. На първия етаж има голям отворен на юг потон, изрязан в средната си част като галерия над сухия двор. От потона се влиза в две къщи, стаи с огнище, в голям килер и в тоалетната, която е изнесена конзолно зад северната стена. В западната част на потона има жилищна стая без огнище, а в източната са еркерния кьошк и стълбата за втория етаж. На втория етаж зад потона има стая без огнище, две стаи с огнища и преход към тоалетна над долната. Пред западната част на потона е кабинетът на Никола Ковачевски, който има красив резбован таван. В източната част на потона е еркерният кьошк с Г-образна форма и резбован парапет. От двете страни на кьошка има две стаи без огнища, които също са конзолно издадени и са с по три прозореца. Фасадата към двора е силно раздвижена, а западната има симетрична, представителна композиция.